# Al Nahda club
Le Renaissance Club (نادي النهضة), plus couramment abrégé en Al Nahda, est un club libanais de football fondé en 1926. et basé à Beyrouth, capitale du pays. Il est considéré comme le plus ancien club de football au Liban.

## Palmarès
- Championnat du Liban (5)
  - Champion : 1934, 1942, 1943, 1947, 1949

- Coupe du Liban (4)
  - Vainqueur : 1938, 1941, 1945, 1947
  - Finaliste : 1943